# Carlos León Palma
Carlos León Palma (Portezuelo, 20 de octubre de 1885-?) fue un terrateniente, comerciante y político chileno.

## Biografía
Nació en Portezuelo el 20 de octubre de 1885, hijo del diputado y ministro de Estado Ramón León Luco y de Delfina Palma Cavero. y bisnieto de Pedro Nolasco León. Estudió en el Colegio San Ignacio en Santiago de Chile. Casó con Enriqueta Pastor Bambach, con quien no tuvo descendencia.
Fue elegido diputado en 1924 representando al departamento de Itata. Miembro del Partido Liberal, ocupó su escaño hasta septiembre de ese mismo año, cuando las sesiones del Congreso fueron suspendidas por el golpe de Estado de Luis Altamirano Talavera.
Para 1934 residía en Tomé, donde era regidor y gerente de la Compañía Vinícola León y Cía. Fue el último propietario de la hacienda familiar Taiguén, en Itata.